# Gáspárfalvi Dorka
Gáspárfalvi Dorka (Budapest, 2002. szeptember 28. –) magyar színésznő, artista, kaszkadőr, szinkronszínész.

## Életpályája
Ötéves kora óta forgat, hatévesen kapta meg első komoly szerepét Szabó István Az ajtó című filmjében, ahol Helen Mirren gyermekkori énjét alakította, majd egyre több magyar, illetve külföldi műben szerepelt. Kilencévesen végezte el a kaszkadőrképzést, tízévesen Zilahy Tamás kisfilmjében, a Hangok Házában kapott főszerepet, majd a Mindenki című kisfilmben is főszereplő volt, amely 2017 februárjában hazahozta a legjobb kisfilmnek járó Oscar-díjat.
Eközben négy évig a Magyar Állami Artistaképző Intézet diákja volt, mind a négy évet kitűnő tanulóként zárta. 2016-ban az Atlantis gyermekei című cirkuszi előadásban volt állandó fellépő, amely az első vizicirkuszi produkcióként debütált a Fővárosi Nagycirkuszban. Artistaként fellépett az ország több pontján, illetve Németországban, Pullachban handstand-számával.
Külföldi szerepei közül érdemes kiemelni az Emerald Cityt, ahol epizódszereplő volt, és a The Alienist sorozatot, amelyben Luke Evans, Dakota Fanning, illetve Daniel Brühl oldalán alakította Berthe Rajk karakterét.
2018-ban Goda Kriszta rendezésében a BÚÉK című magyar nagyjátékfilmben olyan híres színészek mellett alakíthatott, mint Hevér Gábor, Törőcsik Franciska, Szávai Viktória, Bata Éva, Mészáros Béla, Lengyel Tamás. 2019-ben a Valan – Az angyalok völgye című erdélyi thrillerben Hajnalka szerepében látható. 2019-től a Mintaapák című, Tv2-n futó magyar napi sorozatban Csenge karakterét alakítja. 2022-ben a Ki vagy te című krimisorozatban játszotta az egyik főszereplőt. A 2024. októberben a Játékszínben bemutatott A lány a vonaton című darabban Megan Hipwell szerepét alakítja, és 2024 decemberében mutatta be a Centrál Színház a Mellékhatás című előadást, amelyben Connie szerepében játszik.
2016-ban a Mindenki című filmben nyújtott alakításáért megkapta a Legjobb gyerekszínész díját a Sapporo-i Rövidfilmfesztiválon. 2017-ben Hais Dorottyával kölcsönözték a hangjukat a Cartoon Network bántalmazás elleni Aki ver, az nem haver című kampánya rajzfilmszereplőinek. 2019-ben az OTP Bank junior kampányának arcai voltak.

## Filmes és televíziós szerepei
- Az ajtó (2012) - a gyerek Emerenc
- Hangok háza (2014) - Sári
- Mindenki (2016) - Zsófi
- Emerald City (2016) - Mila
- The Alienist (2016) - Berthe Rajk
- BÚÉK (2018) - Zsófi
- Katapult (2019) - Nana
- The Last Kingdom (2019) - Danish Girl
- Csak színház és más semmi (2019) - Rajongó
- Valan – Az angyalok völgye (2019) - Hajnalka
- Jóban Rosszban (2019) Ónodi Emese
- Mintaapák (2019–2021) - Kovács Csenge
- Ki vagy te (2022–2023) - Nika[10]
- Pokoli rokonok (2025) - Jázmin

## Díjai, elismerései
- Legjobb gyerekszínész (Sapporo-i Rövidfilmfesztivál, 2016)[11]